# Mgławica Kocie Oko
Mgławica Kocie Oko (znana również jako NGC 6543) – mgławica planetarna znajdująca się w gwiazdozbiorze Smoka. Została odkryta 15 lutego 1786 roku przez Williama Herschela. Znajduje się w odległości około 3500 lat świetlnych od Ziemi.
NGC 6543 jest mgławicą o nierównomiernej jasności powierzchniowej. Jej obserwowana średnica – wraz z halo – wynosi ok. 5', a rzeczywista średnica to około 5 lat świetlnych. Jej całkowita jasność obserwowana to około 8,9m. Gwiazda centralna o jasności 11,1m, z temperaturą powierzchniową 35 000 K, należy do bardzo młodych, gorących gwiazd typu widmowego O. Mgławica rozszerza się z prędkością ok. 16,4 km/s.
Usytuowana prawie idealnie w biegunie ekliptyki. Oznacza to, że jej współrzędne prawie nie podlegają zmianom wynikającym z precesji.

## Halo
Z obserwacji wynika, że gwiazda centralna pozbywała się swojej masy, wyrzucając ją podczas pojawiających się co 1500 lat eksplozji. W czasie każdego wybuchu wyrzucana była masa przekraczająca łączną masę wszystkich planet Układu Słonecznego.
Mgławica Kocie Oko jest otoczona słabym halo. Jest to materia pochodząca z materiału odrzuconego przez gwiazdę we wcześniejszych okresach aktywności gwiazdy. Wiek samej mgławicy jest szacowany na około 10 000 lat, a wiek zewnętrznej, włóknistej powłoki (halo) ocenia się na 50 000 do 90 000 lat.

## Galeria

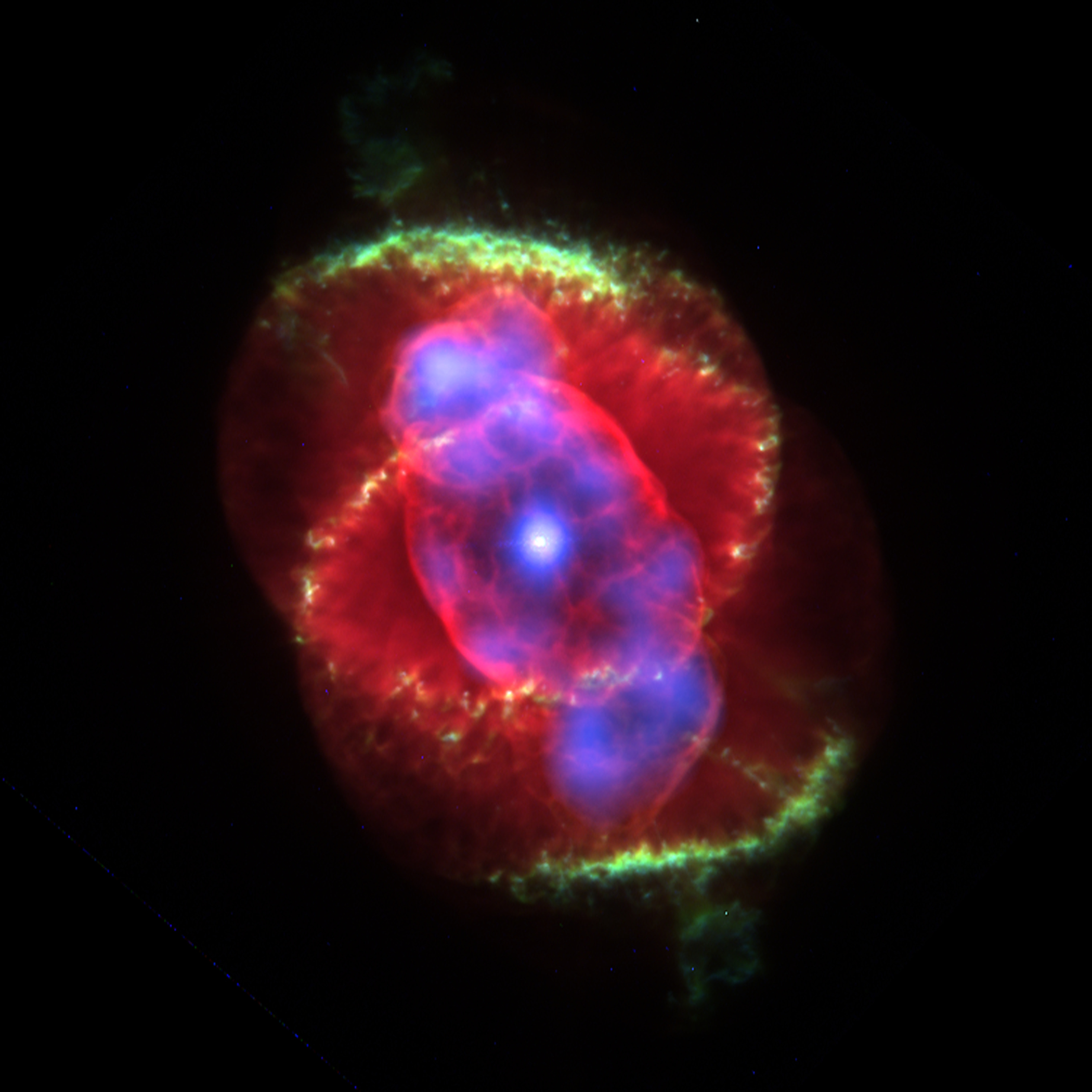
zdjęcie łączące obraz w świetle widzialnym i promieniowaniu rentgenowskim
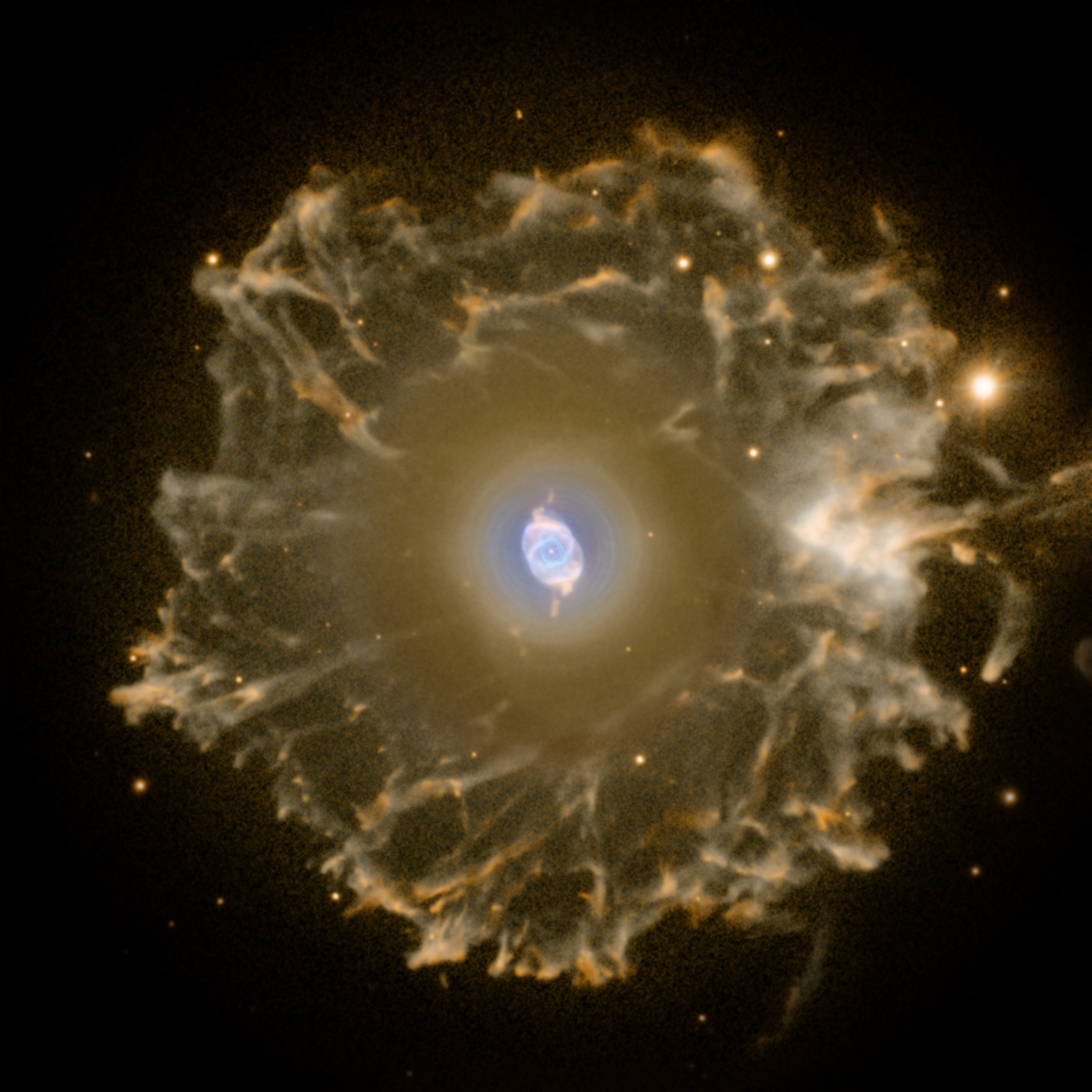
halo otaczające mgławicę